# Rik Clerckx
Henricus Stephanus (Rik) Clerckx (Linkhout, 31 augustus 1936 – Etterbeek, 19 december 1985) was een Belgische langeafstandsloper, die zijn grootste successen behaalde tussen 1959 en 1966. Hij nam eenmaal deel aan de Olympische Spelen en kwam bij die gelegenheid op twee onderdelen uit, zonder daarbij medailles te veroveren.

## Biografie
Clerckx begon pas laat aan zijn atletiekloopbaan, nadat hij tijdens zijn legerdienst een militaire wedstrijd had gewonnen. Hij werd in zijn loopbaan verder begeleid door Frans Borremans.
In 1959 werd Clerckx tiende op de landencross veldlopen. De volgende jaren behaalde hij een vijfde en een vierde plaats. In 1962 werd hij voor het eerst Belgisch kampioen op de 10.000 m. Hij plaatste zich hierbij voor de Europese kampioenschappen in Belgrado, waar hij twaalfde werd. Ook het jaar nadien veroverde hij de titel op de 10.000 m. Omdat hij bij het begin van het veldloopseizoen bijna alle crossen won, werd hij in 1963 de Belgische vertegenwoordiger op de San Silvester Corrida in São Paulo. Op 31 december won hij verrassend deze corrida.
Ook in 1964 werd Clerckx kampioen op de 10.000 m. Op de Olympische Spelen in Tokio werd hij op de 5000 m uitgeschakeld in de series en werd hij twaalfde in de finale van de 10.000 m. Begin 1965 werd Clerckx, die tijdens zijn loopbaan moest optornen tegen de ongenaakbare Gaston Roelants, voor het eerst Belgisch kampioen veldlopen. Het jaar nadien veroverde hij ook de titel op de marathon. Op dit nummer nam hij deel aan de Europese kampioenschappen in Boedapest, waar hij opgaf.
Clerckx moest op bijna 31-jarige leeftijd zijn carrière afbreken na een zwaar verkeersongeval. Dit gebeurde op de Ninoofsesteenweg aan de wijk Spanuit in Schepdaal (Vlaams-Brabant) op een bevroren en besneeuwde ondergrond, op 6 januari 1967. Hierbij viel één dode te betreuren in de aanrijdende wagen. Clerckx was op weg naar Ninove om er een veldloop te betwisten en was zeer zwaar gewond. 
Clerckx was opperwachtmeester bij de Rijkswacht en sportmonitor in de Koninklijke Rijkswachtschool. Hij werd driemaal wereldkampioen bij de militairen. Hij startte zijn carrière bij Diest AK en na zijn verhuis naar Brussel sloot hij zich aan bij Racing Club Brussel. Later werd hij voorzitter bij Brusselse Atletiek Vereniging.
In zijn geboortedorp Linkhout vindt sinds 1988 jaarlijks rond het Schulensmeer de Memorial Rik Clerckx plaats, een stratenloop voor recreatieve atleten.

## Belgische kampioenschappen
| Onderdeel | Jaar             |
| --------- | ---------------- |
| 10.000 m  | 1962, 1963, 1964 |
| marathon  | 1966             |
| veldlopen | 1965             |

## Persoonlijke records
| Onderdeel | Prestatie | Datum       | Plaats |
| --------- | --------- | ----------- | ------ |
| 5000 m    | 13.57,8   | 8 juli 1964 | Keulen |
| 10.000 m  | 29.25,0   | 2 juli 1964 | Oslo   |

## Palmares

### 5000 m
- 1961:  WK militairen in Brussel - 14.24,0
- 1964:  Internationale meeting van Keulen - 13.57,8
- 1964: 10e in reeks OS in Tokio - 14.40,0

### 10.000 m
- 1962:  BK AC - 30.09,8
- 1962: 12e EK in Belgrado - 29.31,4
- 1963:  BK AC - 30.17,6
- 1964:  BK AC - 30.38,4
- 1964: 12e OS - 29.29,6
- 1966:  BK AC - 30.02,0

### 3000 m steeple
- 1959:  BK AC - 9.47,4

### marathon
- 1966:  BK AC in Roeselare - 2:16.41
- 1966: DNF EK in Boedapest

### veldlopen
- 1959: 10e landencross in Lissabon (14,5 km) - 43.46,8
- 1959:  landenklassement landencross
- 1959:  WK militairen
- 1960: 5e landencross in Hamilton (14,5 km) - 44.38
- 1960:  landenklassement landencross
- 1961: 5e Hannuit - 40.36
- 1961:  BK AC in Waregem - 46.56
- 1961: 4e landencross in Nantes (14,3 km) - 46.03,6
- 1961:  landenklassement landencross
- 1961:  WK militairen in Brussel - 24.17
- 1961:  Azencross Le Soir
- 1962:  WK militairen in San Sebastian - 25.05
- 1963:  BK AC in Waregem - 36.39
- 1963: 8e landencross in San Sebastian (12,2 km) - 38.22,8
- 1963:  landenklassement landencross
- 1963:  Azencross Le Soir
- 1965:  BK AC in Oostende - 37.21
- 1965: 27e landencross in Oostende (12,1 km) - 38.03
- 1965:  Azencross Le Soir

### andere
- 1963:  Corrida in São Paulo

## Onderscheidingen
- In 1991 werd in Linkhout een borstbeeld van Rik Clerckx geplaatst gemaakt door de beeldhouwer François Joré.